# Polymer
En polymer eller polymér er en naturlig eller syntetisk forbindelse med høj molekylvægt, som er dannet ved sammenføjning af op til flere milliarder identiske eller i hvert fald sammenlignelige enheder (monomerer). Betegnelsen oligomer, benyttes om polymerer der består af få monomerer, typisk under 20, men der er ikke en fast definition af betegnelsen oligomér. Sammenkædningsprocessen kaldes polymerisering. Der skelnes mellem syntetiske polymerer, som fremkommer ved syntese i et laboratorium, og biologiske polymerer (også kaldet biopolymerer), som dannes i biologiske organismer, ved biosyntese.

## Eksempler

### Eksempler på polymerisering
- Den olie, som udvindes af hør (Linum usitatissimum), linolie, består af monomerer. De bliver polymeriseret ved adgang til luftens ilt og danner det faste, rumligt opbyggede stof linoxyn. Det er den egenskab, man har udnyttet igennem århundreder ved fremstilling af træbeskyttende, linoliebaserede malinger og ferniser. Hvis man har brug for en hurtigere polymerisering, kan malingen tilsættes de såkaldte sikkativer.

- En limtype, som skal hærde, indeholder enten monomerer, præpolymerer (polymérer opbygget af et begrænset antal monomerer) eller begge dele. Når limen hærder, bindes monomerer og eventuelle prepolymerer sammen til en "uendelig", sammenhængende masse af polymerer. I limen må der være reaktive endegrupper på monomererne eller polymererne. Det kan f.eks. være epoxy (epoxylim), metakrylater (akrylat og cyanoakrylatlim), eller isocyanater (polyuretanlim).

### Eksempler på kunstige polymerer
- Syntetisk gummi, Bakelit
- Teflon, polytetrafluoroetylen (PTFE)
- Plast, neopren, nylon, PVC, polystyren
- Polyacetylener
- Polyethylen, som f.eks. bruges til plasticservice, er en syntetisk polymer, som er fremstillet ved polymerisering af ethen (også kaldet ethylen).
- polypropylen, polyacrylonitril, PVB, silicone og utallige andre.
- Polyakrylamid anvendes som plastmateriale og som medium til PAGE, polyakrylamidgel-elektroforese. Natrium polyakrylat bruges som superabsorberende stof i babybleer osv.[1]
- Dendrimerer, store molekyler med egenskaber, der kan efterligner biologiske molekyler.[2]

### Eksempler på biologiske polymerer
- Nukleinsyrer, DNA og RNA er hver polymerer af 4 forskellige nukleotider, bundet sammen via fosfatbindinger.
- Proteiner er polymerer af 20 forskellige aminosyrer, hvoraf nogle kan modificeres kemisk efter eller mens proteinet dannes. Aminosyrerne er bundet sammen via peptidbindinger.
- Polysakkarider er polymerer af sakkarider, små sukkermolekyler, kulhydrater. Agar
- Stivelse er en type kulhydrat som dannes i planter. Monomeren i stivelse er glukose.
- Glykogén er en type kulhydrat som dannes i mennesker og dyr. Monoméren i glykogen er glukose.
- Cellulose
- Lignin er en polymér, som består af tre forskellige monomérer, som alle er fenylpropanoider (C6-C3): coniferylalkohol, sinapylalkohol og 4-kumarylalkohol. De sammenbygges i forskellige blandingsforhold, hvor dækfrøede planters lignin består af stort set lige dele af alle tre stoffer, mens de nøgenfrøedes indeholder mest coniferylalkohol og mindre mængder 4-coumarylalkohol.

## Polymermodeller
Det findes adskillige matematiske modeller, der beskriver forskellige aspekter af polyméres egenskaber.

### Ideel kæde
I den simpleste model for en polymér betragtes den som en lang kæde bestående af frit bevægelige led. Root-mean-square afstanden {\displaystyle L_{\mathrm {rms} }} fra den ene ende til den anden er da:
{\displaystyle L_{\mathrm {rms} }=a{\sqrt {N}}}
hvor {\displaystyle a} er længden på et enkelt led, og {\displaystyle N} er antallet af led. Det ses altså allerede med denne simple model, at en polymer vil have tendens til at krølle sig sammen i en random coil.

### Ormelignende kæde
En lidt mere realistisk, men stadig simpel, model er den ormelignende kæde, hvor de diskrete led er erstattet af en kontinuer, fleksibel linje. RMS-længden er her givet ved
{\displaystyle L_{\mathrm {rms} }={\sqrt {2l_{\mathrm {p} }L}}}
hvor {\displaystyle L} er kædelængden, mens {\displaystyle l_{\mathrm {p} }} er persistenslængden, der beskriver, hvor stiv polymeren er.

### HP-modellen
Den simpleste model, der beskriver proteinfoldning, er HP-modellen, hvor et protein betragtes som bestående af hydrofobe (H) og polære (P) monomere.